# Första gruppspelsomgången i Royal League 2004/2005
Första gruppspelsomgången i Royal League 2004/2005 spelades mellan den 11 november 2004 och 24 februari 2005. Lagen var indelade i tre grupper med fyra lag per grupp. Ettan och tvåan i respektive grupp gick vidare till den andra gruppspelsomgången.

## Grupper

### Grupp A
I grupp A spelade fyra klubblag från tre nationer; Djurgårdens IF från Stockholm i Sverige, Esbjerg fB från Esbjerg i Danmark, Rosenborg BK från Trondheim och Vålerenga IF från Oslo i Norge

#### Tabell
| Nr | Lag            | S | V | O | F | GM | IM | MS | P  |
| -- | -------------- | - | - | - | - | -- | -- | -- | -- |
| 1  | Vålerenga IF   | 6 | 5 | 1 | 0 | 10 | 4  | +6 | 16 |
| 2  | Rosenborg BK   | 6 | 3 | 1 | 2 | 10 | 9  | +1 | 10 |
| 3  | Esbjerg fB     | 6 | 2 | 1 | 3 | 6  | 5  | +1 | 7  |
| 4  | Djurgårdens IF | 6 | 0 | 1 | 5 | 5  | 13 | −8 | 1  |

#### Matcher
|             | 11 november 2004 | Esbjerg fB | 0 – 1   | Vålerenga IF        | Esbjerg Idrætspark                                     |                                                        |
| 18:00 UTC+1 | 18:00 UTC+1      |            | (0 – 1) | 38′ Steffen Iversen | Esbjerg Publik: 2 773 Domare: Jonas Eriksson (Sverige) | Esbjerg Publik: 2 773 Domare: Jonas Eriksson (Sverige) |
| 18:00 UTC+1 | 18:00 UTC+1      |            |         |                     | Esbjerg Publik: 2 773 Domare: Jonas Eriksson (Sverige) | Esbjerg Publik: 2 773 Domare: Jonas Eriksson (Sverige) |
| 18:00 UTC+1 | 18:00 UTC+1      |            |         |                     | Esbjerg Publik: 2 773 Domare: Jonas Eriksson (Sverige) | Esbjerg Publik: 2 773 Domare: Jonas Eriksson (Sverige) |

|             | 11 november 2004 | Rosenborg BK                                         | 4 – 4   | Djurgårdens IF                                                              | Lerkendal Stadion                                          |                                                            |
| 20:00 UTC+1 | 20:00 UTC+1      | Harald Brattbakk 14′, 18′ Thorstein Helstad 61′, 90′ | (2 – 2) | 39′ Tobias Hysén 42′ (sjm.) Espen Johnsen 71′ Elias Storm 72′ Patrick Amoah | Trondheim Publik: 7 925 Domare: Michael Svendsen (Danmark) | Trondheim Publik: 7 925 Domare: Michael Svendsen (Danmark) |
| 20:00 UTC+1 | 20:00 UTC+1      |                                                      |         |                                                                             | Trondheim Publik: 7 925 Domare: Michael Svendsen (Danmark) | Trondheim Publik: 7 925 Domare: Michael Svendsen (Danmark) |
| 20:00 UTC+1 | 20:00 UTC+1      |                                                      |         |                                                                             | Trondheim Publik: 7 925 Domare: Michael Svendsen (Danmark) | Trondheim Publik: 7 925 Domare: Michael Svendsen (Danmark) |

|             | 20 november 2004 | Vålerenga IF                                                | 3 – 2   | Rosenborg BK                         | Ullevaal Stadion                                         |                                                          |
| 16:00 UTC+1 | 16:00 UTC+1      | Steffen Iversen 45′ Daniel Fredheim Holm 53′ Erik Hagen 88′ | (1 – 0) | 57′ Daniel Braaten 74′ Frode Johnsen | Oslo Publik: 11 535 Domare: Nicolai Vollquartz (Danmark) | Oslo Publik: 11 535 Domare: Nicolai Vollquartz (Danmark) |
| 16:00 UTC+1 | 16:00 UTC+1      |                                                             |         |                                      | Oslo Publik: 11 535 Domare: Nicolai Vollquartz (Danmark) | Oslo Publik: 11 535 Domare: Nicolai Vollquartz (Danmark) |
| 16:00 UTC+1 | 16:00 UTC+1      |                                                             |         |                                      | Oslo Publik: 11 535 Domare: Nicolai Vollquartz (Danmark) | Oslo Publik: 11 535 Domare: Nicolai Vollquartz (Danmark) |

|             | 2 december 2004 | Esbjerg fB           | 1 – 2   | Rosenborg BK                         | Esbjerg Idrætspark                                         |                                                            |
| 18:00 UTC+1 | 18:00 UTC+1     | Fredrik Berglund 44′ | (1 – 0) | 69′ Ståle Stensaas 89′ Frode Johnsen | Esbjerg Publik: 3 230 Domare: Stefan Johannesson (Sverige) | Esbjerg Publik: 3 230 Domare: Stefan Johannesson (Sverige) |
| 18:00 UTC+1 | 18:00 UTC+1     |                      |         |                                      | Esbjerg Publik: 3 230 Domare: Stefan Johannesson (Sverige) | Esbjerg Publik: 3 230 Domare: Stefan Johannesson (Sverige) |
| 18:00 UTC+1 | 18:00 UTC+1     |                      |         |                                      | Esbjerg Publik: 3 230 Domare: Stefan Johannesson (Sverige) | Esbjerg Publik: 3 230 Domare: Stefan Johannesson (Sverige) |

|             | 2 december 2004 | Vålerenga IF                                      | 3 – 1   | Djurgårdens IF   | Vallhall Arena                                       |                                                      |
| 20:00 UTC+1 | 20:00 UTC+1     | Daniel Fredheim Holm 25′ Steffen Iversen 68′, 88′ | (1 – 0) | 65′ Tobias Hysén | Oslo Publik: 4 307 Domare: Claus Bo Larsen (Danmark) | Oslo Publik: 4 307 Domare: Claus Bo Larsen (Danmark) |
| 20:00 UTC+1 | 20:00 UTC+1     |                                                   |         |                  | Oslo Publik: 4 307 Domare: Claus Bo Larsen (Danmark) | Oslo Publik: 4 307 Domare: Claus Bo Larsen (Danmark) |
| 20:00 UTC+1 | 20:00 UTC+1     |                                                   |         |                  | Oslo Publik: 4 307 Domare: Claus Bo Larsen (Danmark) | Oslo Publik: 4 307 Domare: Claus Bo Larsen (Danmark) |

|             | 5 december 2004 | Djurgårdens IF | 0 – 3   | Esbjerg fB                               | Råsunda                                                |                                                        |
| 15:00 UTC+1 | 15:00 UTC+1     |                | (0 – 3) | 7′, 19′ Fredrik Berglund 24′ Jess Thorup | Stockholm Publik: 2 209 Domare: Tommy Skjerven (Norge) | Stockholm Publik: 2 209 Domare: Tommy Skjerven (Norge) |
| 15:00 UTC+1 | 15:00 UTC+1     |                |         |                                          | Stockholm Publik: 2 209 Domare: Tommy Skjerven (Norge) | Stockholm Publik: 2 209 Domare: Tommy Skjerven (Norge) |
| 15:00 UTC+1 | 15:00 UTC+1     |                |         |                                          | Stockholm Publik: 2 209 Domare: Tommy Skjerven (Norge) | Stockholm Publik: 2 209 Domare: Tommy Skjerven (Norge) |

|             | 12 februari 2005 | Djurgårdens IF | 0 – 1   | Vålerenga IF        | Råsunda                                                   |                                                           |
| 16:00 UTC+1 | 16:00 UTC+1      |                | (0 – 1) | 43′ Stefan Ishizaki | Stockholm Publik: 5 281 Domare: Mikael Svendsen (Danmark) | Stockholm Publik: 5 281 Domare: Mikael Svendsen (Danmark) |
| 16:00 UTC+1 | 16:00 UTC+1      |                |         |                     | Stockholm Publik: 5 281 Domare: Mikael Svendsen (Danmark) | Stockholm Publik: 5 281 Domare: Mikael Svendsen (Danmark) |
| 16:00 UTC+1 | 16:00 UTC+1      |                |         |                     | Stockholm Publik: 5 281 Domare: Mikael Svendsen (Danmark) | Stockholm Publik: 5 281 Domare: Mikael Svendsen (Danmark) |

|             | 12 februari 2005 | Rosenborg BK       | 1 – 0   | Esbjerg fB | Lerkendal Stadion                                            |                                                              |
| 16:00 UTC+1 | 16:00 UTC+1      | Ståle Stensaas 79′ | (0 – 0) |            | Trondheim Publik: 4 771 Domare: Stefan Johannesson (Sverige) | Trondheim Publik: 4 771 Domare: Stefan Johannesson (Sverige) |
| 16:00 UTC+1 | 16:00 UTC+1      |                    |         |            | Trondheim Publik: 4 771 Domare: Stefan Johannesson (Sverige) | Trondheim Publik: 4 771 Domare: Stefan Johannesson (Sverige) |
| 16:00 UTC+1 | 16:00 UTC+1      |                    |         |            | Trondheim Publik: 4 771 Domare: Stefan Johannesson (Sverige) | Trondheim Publik: 4 771 Domare: Stefan Johannesson (Sverige) |

|             | 17 februari 2005 | Esbjerg fB         | 1 – 0   | Djurgårdens IF | Esbjerg Idrætspark                                 |                                                    |
| 18:00 UTC+1 | 18:00 UTC+1      | Hans Andreasen 66′ | (0 – 0) |                | Esbjerg Publik: 2 473 Domare: Kjell Alseth (Norge) | Esbjerg Publik: 2 473 Domare: Kjell Alseth (Norge) |
| 18:00 UTC+1 | 18:00 UTC+1      |                    |         |                | Esbjerg Publik: 2 473 Domare: Kjell Alseth (Norge) | Esbjerg Publik: 2 473 Domare: Kjell Alseth (Norge) |
| 18:00 UTC+1 | 18:00 UTC+1      |                    |         |                | Esbjerg Publik: 2 473 Domare: Kjell Alseth (Norge) | Esbjerg Publik: 2 473 Domare: Kjell Alseth (Norge) |

|             | 17 februari 2005 | Rosenborg BK | 0 – 1   | Vålerenga IF                 | Lerkendal Stadion                                         |                                                           |
| 16:00 UTC+1 | 16:00 UTC+1      |              | (0 – 0) | 47′ (str.) Freddy dos Santos | Trondheim Publik: 7 270 Domare: Peter Rasmussen (Danmark) | Trondheim Publik: 7 270 Domare: Peter Rasmussen (Danmark) |
| 16:00 UTC+1 | 16:00 UTC+1      |              |         |                              | Trondheim Publik: 7 270 Domare: Peter Rasmussen (Danmark) | Trondheim Publik: 7 270 Domare: Peter Rasmussen (Danmark) |
| 16:00 UTC+1 | 16:00 UTC+1      |              |         |                              | Trondheim Publik: 7 270 Domare: Peter Rasmussen (Danmark) | Trondheim Publik: 7 270 Domare: Peter Rasmussen (Danmark) |

|             | 24 februari 2005 | Djurgårdens IF | 0 – 1   | Rosenborg BK       | Råsunda                                                      |                                                              |
| 20:35 UTC+1 | 20:35 UTC+1      |                | (0 – 0) | 70′ Ståle Stensaas | Stockholm Publik: 1 268 Domare: Nicolai Vollquartz (Danmark) | Stockholm Publik: 1 268 Domare: Nicolai Vollquartz (Danmark) |
| 20:35 UTC+1 | 20:35 UTC+1      |                |         |                    | Stockholm Publik: 1 268 Domare: Nicolai Vollquartz (Danmark) | Stockholm Publik: 1 268 Domare: Nicolai Vollquartz (Danmark) |
| 20:35 UTC+1 | 20:35 UTC+1      |                |         |                    | Stockholm Publik: 1 268 Domare: Nicolai Vollquartz (Danmark) | Stockholm Publik: 1 268 Domare: Nicolai Vollquartz (Danmark) |

|             | 24 februari 2005 | Vålerenga IF         | 1 – 1   | Esbjerg fB        | Ullevaal Stadion                                       |                                                        |
| 20:35 UTC+1 | 20:35 UTC+1      | Fredrik Berglund 69′ | (0 – 0) | 82′ Bernt Hulsker | Oslo Publik: 3 020 Domare: Daniel Stålhammar (Sverige) | Oslo Publik: 3 020 Domare: Daniel Stålhammar (Sverige) |
| 20:35 UTC+1 | 20:35 UTC+1      |                      |         |                   | Oslo Publik: 3 020 Domare: Daniel Stålhammar (Sverige) | Oslo Publik: 3 020 Domare: Daniel Stålhammar (Sverige) |
| 20:35 UTC+1 | 20:35 UTC+1      |                      |         |                   | Oslo Publik: 3 020 Domare: Daniel Stålhammar (Sverige) | Oslo Publik: 3 020 Domare: Daniel Stålhammar (Sverige) |

### Grupp B
I grupp B spelade fyra klubblag från tre nationer; Brøndby IF från Brøndby, FC Köpenhamn från Köpenhamn i Danmark, IFK Göteborg från Göteborg i Sverige och Tromsø IL från Tromsø i Norge.

#### Tabell
| Nr | Lag          | S | V | O | F | GM | IM | MS | P  |
| -- | ------------ | - | - | - | - | -- | -- | -- | -- |
| 1  | FC Köpenhamn | 6 | 4 | 2 | 0 | 8  | 1  | +7 | 14 |
| 2  | IFK Göteborg | 6 | 3 | 1 | 2 | 6  | 3  | +3 | 10 |
| 3  | Brøndby IF   | 6 | 2 | 1 | 3 | 7  | 9  | −2 | 7  |
| 4  | Tromsø IL    | 6 | 0 | 2 | 4 | 3  | 11 | −8 | 2  |

#### Matcher
|             | 11 november 2004 | Brøndby IF                                   | 3 – 2   | Tromsø IL                               | Brøndby Stadion                                           |                                                           |
| 18:00 UTC+1 | 18:00 UTC+1      | Thomas Kahlenberg 38′, 75′ Morten Skoubo 59′ | (1 – 2) | 37′ Morten Pedersen 39′ Las Iver Strand | Brøndby Publik: 11 450 Domare: Peter Fröjdfeldt (Sverige) | Brøndby Publik: 11 450 Domare: Peter Fröjdfeldt (Sverige) |
| 18:00 UTC+1 | 18:00 UTC+1      |                                              |         |                                         | Brøndby Publik: 11 450 Domare: Peter Fröjdfeldt (Sverige) | Brøndby Publik: 11 450 Domare: Peter Fröjdfeldt (Sverige) |
| 18:00 UTC+1 | 18:00 UTC+1      |                                              |         |                                         | Brøndby Publik: 11 450 Domare: Peter Fröjdfeldt (Sverige) | Brøndby Publik: 11 450 Domare: Peter Fröjdfeldt (Sverige) |

|             | 11 november 2004 | IFK Göteborg | 0 – 1   | FC Köpenhamn                 | Nya Ullevi                                         |                                                    |
| 20:00 UTC+1 | 20:00 UTC+1      |              | (0 – 0) | 60′ (str.) Hjalte Nørregaard | Göteborg Publik: 5 711 Domare: Terje Hauge (Norge) | Göteborg Publik: 5 711 Domare: Terje Hauge (Norge) |
| 20:00 UTC+1 | 20:00 UTC+1      |              |         |                              | Göteborg Publik: 5 711 Domare: Terje Hauge (Norge) | Göteborg Publik: 5 711 Domare: Terje Hauge (Norge) |
| 20:00 UTC+1 | 20:00 UTC+1      |              |         |                              | Göteborg Publik: 5 711 Domare: Terje Hauge (Norge) | Göteborg Publik: 5 711 Domare: Terje Hauge (Norge) |

|             | 20 november 2004 | Tromsø IL | 0 – 1   | IFK Göteborg            | Alfheim stadion                                        |                                                        |
| 16:00 UTC+1 | 16:00 UTC+1      |           | (0 – 0) | 63′ Sebastian Johansson | Tromsø Publik: 3 595 Domare: Peter Rasmussen (Danmark) | Tromsø Publik: 3 595 Domare: Peter Rasmussen (Danmark) |
| 16:00 UTC+1 | 16:00 UTC+1      |           |         |                         | Tromsø Publik: 3 595 Domare: Peter Rasmussen (Danmark) | Tromsø Publik: 3 595 Domare: Peter Rasmussen (Danmark) |
| 16:00 UTC+1 | 16:00 UTC+1      |           |         |                         | Tromsø Publik: 3 595 Domare: Peter Rasmussen (Danmark) | Tromsø Publik: 3 595 Domare: Peter Rasmussen (Danmark) |

|             | 2 december 2004 | Tromsø IL | 0 – 0 | FC Köpenhamn | Alfheim stadion                                          |                                                          |
| 18:00 UTC+1 | 18:00 UTC+1     |           |       |              | Tromsø Publik: 2 277 Domare: Martin Ingvarsson (Sverige) | Tromsø Publik: 2 277 Domare: Martin Ingvarsson (Sverige) |
| 18:00 UTC+1 | 18:00 UTC+1     |           |       |              | Tromsø Publik: 2 277 Domare: Martin Ingvarsson (Sverige) | Tromsø Publik: 2 277 Domare: Martin Ingvarsson (Sverige) |
| 18:00 UTC+1 | 18:00 UTC+1     |           |       |              | Tromsø Publik: 2 277 Domare: Martin Ingvarsson (Sverige) | Tromsø Publik: 2 277 Domare: Martin Ingvarsson (Sverige) |

|             | 2 december 2004 | Brøndby IF | 0 – 1   | IFK Göteborg      | Brøndby Stadion                                       |                                                       |
| 20:00 UTC+1 | 20:00 UTC+1     |            | (0 – 1) | 39′ George Mourad | Brøndby Publik: 12 826 Domare: Espen Berntsen (Norge) | Brøndby Publik: 12 826 Domare: Espen Berntsen (Norge) |
| 20:00 UTC+1 | 20:00 UTC+1     |            |         |                   | Brøndby Publik: 12 826 Domare: Espen Berntsen (Norge) | Brøndby Publik: 12 826 Domare: Espen Berntsen (Norge) |
| 20:00 UTC+1 | 20:00 UTC+1     |            |         |                   | Brøndby Publik: 12 826 Domare: Espen Berntsen (Norge) | Brøndby Publik: 12 826 Domare: Espen Berntsen (Norge) |

|             | 5 december 2004 | FC Köpenhamn          | 1 – 1   | Brøndby IF            | Parken                                                      |                                                             |
| 17:00 UTC+1 | 17:00 UTC+1     | Elrio van Heerden 78′ | (0 – 1) | 42′ Thomas Kahlenberg | Köpenhamn Publik: 21 763 Domare: Tom Henning Øvrebø (Norge) | Köpenhamn Publik: 21 763 Domare: Tom Henning Øvrebø (Norge) |
| 17:00 UTC+1 | 17:00 UTC+1     |                       |         |                       | Köpenhamn Publik: 21 763 Domare: Tom Henning Øvrebø (Norge) | Köpenhamn Publik: 21 763 Domare: Tom Henning Øvrebø (Norge) |
| 17:00 UTC+1 | 17:00 UTC+1     |                       |         |                       | Köpenhamn Publik: 21 763 Domare: Tom Henning Øvrebø (Norge) | Köpenhamn Publik: 21 763 Domare: Tom Henning Øvrebø (Norge) |

|             | 13 februari 2005 | IFK Göteborg                       | 3 – 0   | Brøndby IF | Nya Ullevi                                                |                                                           |
| 15:00 UTC+1 | 15:00 UTC+1      | Håkan Mild 12′, 30′ Peter Ijeh 34′ | (3 – 0) |            | Göteborg Publik: 7 301 Domare: Tom Henning Øvrebø (Norge) | Göteborg Publik: 7 301 Domare: Tom Henning Øvrebø (Norge) |
| 15:00 UTC+1 | 15:00 UTC+1      |                                    |         |            | Göteborg Publik: 7 301 Domare: Tom Henning Øvrebø (Norge) | Göteborg Publik: 7 301 Domare: Tom Henning Øvrebø (Norge) |
| 15:00 UTC+1 | 15:00 UTC+1      |                                    |         |            | Göteborg Publik: 7 301 Domare: Tom Henning Øvrebø (Norge) | Göteborg Publik: 7 301 Domare: Tom Henning Øvrebø (Norge) |

| [ a ]       | 13 februari 2005 | FC Köpenhamn                        | 3 – 0   | Tromsø IL              | Parken                                                     |                                                            |
| 17:05 UTC+1 | 17:05 UTC+1      | Sibusiso Zuma 35′ Álvaro Santos 63′ | (1 – 2) | 8′, 32′ Karim Essediri | Köpenhamn Publik: 6 587 Domare: Martin Ingvarson (Sverige) | Köpenhamn Publik: 6 587 Domare: Martin Ingvarson (Sverige) |
| 17:05 UTC+1 | 17:05 UTC+1      |                                     |         |                        | Köpenhamn Publik: 6 587 Domare: Martin Ingvarson (Sverige) | Köpenhamn Publik: 6 587 Domare: Martin Ingvarson (Sverige) |
| 17:05 UTC+1 | 17:05 UTC+1      |                                     |         |                        | Köpenhamn Publik: 6 587 Domare: Martin Ingvarson (Sverige) | Köpenhamn Publik: 6 587 Domare: Martin Ingvarson (Sverige) |

|             | 17 februari 2005 | IFK Göteborg         | 1 – 1   | Tromsø IL           | Nya Ullevi                                            |                                                       |
| 18:30 UTC+1 | 18:30 UTC+1      | Stefan Selakovic 23′ | (1 – 1) | 43′ Ole Martin Årst | Göteborg Publik: 5 116 Domare: Emil Laursen (Danmark) | Göteborg Publik: 5 116 Domare: Emil Laursen (Danmark) |
| 18:30 UTC+1 | 18:30 UTC+1      |                      |         |                     | Göteborg Publik: 5 116 Domare: Emil Laursen (Danmark) | Göteborg Publik: 5 116 Domare: Emil Laursen (Danmark) |
| 18:30 UTC+1 | 18:30 UTC+1      |                      |         |                     | Göteborg Publik: 5 116 Domare: Emil Laursen (Danmark) | Göteborg Publik: 5 116 Domare: Emil Laursen (Danmark) |

|             | 17 februari 2005 | Brøndby IF | 0 – 2   | FC Köpenhamn                 | Brøndby Stadion                                         |                                                         |
| 20:00 UTC+1 | 20:00 UTC+1      |            | (0 – 1) | 12′, 65′ Michael Silberbauer | Brøndby Publik: 14 358 Domare: Jonas Eriksson (Sverige) | Brøndby Publik: 14 358 Domare: Jonas Eriksson (Sverige) |
| 20:00 UTC+1 | 20:00 UTC+1      |            |         |                              | Brøndby Publik: 14 358 Domare: Jonas Eriksson (Sverige) | Brøndby Publik: 14 358 Domare: Jonas Eriksson (Sverige) |
| 20:00 UTC+1 | 20:00 UTC+1      |            |         |                              | Brøndby Publik: 14 358 Domare: Jonas Eriksson (Sverige) | Brøndby Publik: 14 358 Domare: Jonas Eriksson (Sverige) |

|             | 24 februari 2005 | FC Köpenhamn        | 1 – 0   | IFK Göteborg | Parken                                                 |                                                        |
| 20:00 UTC+1 | 20:00 UTC+1      | Martin Bergvold 56′ | (0 – 0) |              | Köpenhamn Publik: 5 845 Domare: Tommy Skjerven (Norge) | Köpenhamn Publik: 5 845 Domare: Tommy Skjerven (Norge) |
| 20:00 UTC+1 | 20:00 UTC+1      |                     |         |              | Köpenhamn Publik: 5 845 Domare: Tommy Skjerven (Norge) | Köpenhamn Publik: 5 845 Domare: Tommy Skjerven (Norge) |
| 20:00 UTC+1 | 20:00 UTC+1      |                     |         |              | Köpenhamn Publik: 5 845 Domare: Tommy Skjerven (Norge) | Köpenhamn Publik: 5 845 Domare: Tommy Skjerven (Norge) |

| [ b ]       | 24 februari 2005 | Tromsø IL                                | 0 – 3   | Brøndby IF                                                     | Nordlandshallen                                   |                                                   |
| 20:35 UTC+1 | 20:35 UTC+1      | Hans Åge Yndestad 15′ Karim Essediri 64′ | (1 – 4) | 10′ Johan Elmander 18′, 26′ Thomas Kahlenberg 19′ Jonas Kamper | Bodø Publik: 811 Domare: Martin Hansson (Sverige) | Bodø Publik: 811 Domare: Martin Hansson (Sverige) |
| 20:35 UTC+1 | 20:35 UTC+1      |                                          |         |                                                                | Bodø Publik: 811 Domare: Martin Hansson (Sverige) | Bodø Publik: 811 Domare: Martin Hansson (Sverige) |
| 20:35 UTC+1 | 20:35 UTC+1      |                                          |         |                                                                | Bodø Publik: 811 Domare: Martin Hansson (Sverige) | Bodø Publik: 811 Domare: Martin Hansson (Sverige) |

### Grupp C
I grupp C spelade fyra klubblag från tre nationer; Halmstads BK från Halmstad, Malmö FF från Malmö i Sverige, Odense BK från Odense i Danmark och SK Brann från Bergen i Norge.

#### Tabell
| Nr | Lag          | S | V | O | F | GM | IM | MS | P  |
| -- | ------------ | - | - | - | - | -- | -- | -- | -- |
| 1  | Malmö FF     | 6 | 4 | 0 | 2 | 9  | 8  | +1 | 12 |
| 2  | SK Brann     | 6 | 3 | 1 | 2 | 8  | 6  | +2 | 10 |
| 3  | Halmstads BK | 6 | 2 | 2 | 2 | 7  | 6  | +1 | 8  |
| 4  | Odense BK    | 6 | 1 | 1 | 4 | 7  | 11 | −4 | 4  |

#### Matcher
|             | 11 november 2004 | SK Brann           | 1 – 0   | Halmstads BK | Brann Stadion                                           |                                                         |
| 18:00 UTC+1 | 18:00 UTC+1      | Charlie Miller 19′ | (1 – 0) |              | Bergen Publik: 11 765 Domare: Peter Rasmussen (Danmark) | Bergen Publik: 11 765 Domare: Peter Rasmussen (Danmark) |
| 18:00 UTC+1 | 18:00 UTC+1      |                    |         |              | Bergen Publik: 11 765 Domare: Peter Rasmussen (Danmark) | Bergen Publik: 11 765 Domare: Peter Rasmussen (Danmark) |
| 18:00 UTC+1 | 18:00 UTC+1      |                    |         |              | Bergen Publik: 11 765 Domare: Peter Rasmussen (Danmark) | Bergen Publik: 11 765 Domare: Peter Rasmussen (Danmark) |

|             | 11 november 2004 | Malmö FF                          | 2 – 0   | Odense BK | Malmö Stadion                                        |                                                      |
| 18:00 UTC+1 | 18:00 UTC+1      | Afonso Alves 63′ Niklas Skoog 77′ | (0 – 0) |           | Malmö Publik: 6 265 Domare: Per Ivar Staberg (Norge) | Malmö Publik: 6 265 Domare: Per Ivar Staberg (Norge) |
| 18:00 UTC+1 | 18:00 UTC+1      |                                   |         |           | Malmö Publik: 6 265 Domare: Per Ivar Staberg (Norge) | Malmö Publik: 6 265 Domare: Per Ivar Staberg (Norge) |
| 18:00 UTC+1 | 18:00 UTC+1      |                                   |         |           | Malmö Publik: 6 265 Domare: Per Ivar Staberg (Norge) | Malmö Publik: 6 265 Domare: Per Ivar Staberg (Norge) |

|             | 20 november 2004 | Halmstads BK                                                  | 3 – 1   | Malmö FF          | Örjans Vall                                               |                                                           |
| 16:00 UTC+1 | 16:00 UTC+1      | Patrik Ingelsten 9′ Andreas Johansson 21′ Joel Borgstrand 87′ | (2 – 1) | 38′ Thomas Olsson | Halmstad Publik: 1 407 Domare: Knud Erik Fisker (Danmark) | Halmstad Publik: 1 407 Domare: Knud Erik Fisker (Danmark) |
| 16:00 UTC+1 | 16:00 UTC+1      |                                                               |         |                   | Halmstad Publik: 1 407 Domare: Knud Erik Fisker (Danmark) | Halmstad Publik: 1 407 Domare: Knud Erik Fisker (Danmark) |
| 16:00 UTC+1 | 16:00 UTC+1      |                                                               |         |                   | Halmstad Publik: 1 407 Domare: Knud Erik Fisker (Danmark) | Halmstad Publik: 1 407 Domare: Knud Erik Fisker (Danmark) |

|             | 2 december 2004 | Odense BK                          | 2 – 2   | Halmstads BK                                     | Odense Stadion                                      |                                                     |
| 18:00 UTC+1 | 18:00 UTC+1     | Mwape Miti 21′ Ulrich Vinzents 69′ | (1 – 0) | 50′ Gunnar Heidar Thorvaldsson 59′ Tommy Jönsson | Odense Publik: 3 124 Domare: Brage Sandmoen (Norge) | Odense Publik: 3 124 Domare: Brage Sandmoen (Norge) |
| 18:00 UTC+1 | 18:00 UTC+1     |                                    |         |                                                  | Odense Publik: 3 124 Domare: Brage Sandmoen (Norge) | Odense Publik: 3 124 Domare: Brage Sandmoen (Norge) |
| 18:00 UTC+1 | 18:00 UTC+1     |                                    |         |                                                  | Odense Publik: 3 124 Domare: Brage Sandmoen (Norge) | Odense Publik: 3 124 Domare: Brage Sandmoen (Norge) |

|             | 2 december 2004 | SK Brann                                             | 4 – 1   | Malmö FF            | Brann Stadion                                             |                                                           |
| 20:30 UTC+1 | 20:30 UTC+1     | Charlie Miller 7′, 10′ Haugen 55′ Robbie Winters 76′ | (2 – 1) | 3′ Markus Rosenberg | Bergen Publik: 6 509 Domare: Kim Milton Nielsen (Danmark) | Bergen Publik: 6 509 Domare: Kim Milton Nielsen (Danmark) |
| 20:30 UTC+1 | 20:30 UTC+1     |                                                      |         |                     | Bergen Publik: 6 509 Domare: Kim Milton Nielsen (Danmark) | Bergen Publik: 6 509 Domare: Kim Milton Nielsen (Danmark) |
| 20:30 UTC+1 | 20:30 UTC+1     |                                                      |         |                     | Bergen Publik: 6 509 Domare: Kim Milton Nielsen (Danmark) | Bergen Publik: 6 509 Domare: Kim Milton Nielsen (Danmark) |

|             | 5 december 2005 | Odense BK                         | 2 – 1   | SK Brann           | Odense Stadion                                       |                                                      |
| 16:00 UTC+1 | 16:00 UTC+1     | Chris Sørensen 16′ Søren Berg 76′ | (1 – 1) | 29′ Bengt Sæternes | Odense Publik: 3 025 Domare: Miro Ukalovic (Sverige) | Odense Publik: 3 025 Domare: Miro Ukalovic (Sverige) |
| 16:00 UTC+1 | 16:00 UTC+1     |                                   |         |                    | Odense Publik: 3 025 Domare: Miro Ukalovic (Sverige) | Odense Publik: 3 025 Domare: Miro Ukalovic (Sverige) |
| 16:00 UTC+1 | 16:00 UTC+1     |                                   |         |                    | Odense Publik: 3 025 Domare: Miro Ukalovic (Sverige) | Odense Publik: 3 025 Domare: Miro Ukalovic (Sverige) |

|             | 12 februari 2005 | Malmö FF                                  | 2 – 0   | SK Brann | Malmö Stadion                                          |                                                        |
| 13:30 UTC+1 | 13:30 UTC+1      | Yksel Osmanovski 54′ Markus Rosenberg 57′ | (0 – 0) |          | Malmö Publik: 3 896 Domare: Anders Hermansen (Danmark) | Malmö Publik: 3 896 Domare: Anders Hermansen (Danmark) |
| 13:30 UTC+1 | 13:30 UTC+1      |                                           |         |          | Malmö Publik: 3 896 Domare: Anders Hermansen (Danmark) | Malmö Publik: 3 896 Domare: Anders Hermansen (Danmark) |
| 13:30 UTC+1 | 13:30 UTC+1      |                                           |         |          | Malmö Publik: 3 896 Domare: Anders Hermansen (Danmark) | Malmö Publik: 3 896 Domare: Anders Hermansen (Danmark) |

|             | 13 februari 2005 | Halmstads BK                                           | 2 – 1   | Odense BK      | Eyravallen                                       |                                                  |
| 13:30 UTC+1 | 13:30 UTC+1      | Gunnar Heidar Thorvaldsson 33′ Tomas Zvirgzdauskas 68′ | (1 – 0) | 68′ Mwape Miti | Örebro Publik: 86 Domare: Espen Berntsen (Norge) | Örebro Publik: 86 Domare: Espen Berntsen (Norge) |
| 13:30 UTC+1 | 13:30 UTC+1      |                                                        |         |                | Örebro Publik: 86 Domare: Espen Berntsen (Norge) | Örebro Publik: 86 Domare: Espen Berntsen (Norge) |
| 13:30 UTC+1 | 13:30 UTC+1      |                                                        |         |                | Örebro Publik: 86 Domare: Espen Berntsen (Norge) | Örebro Publik: 86 Domare: Espen Berntsen (Norge) |

|             | 17 februari 2005 | SK Brann                  | 2 – 1   | Odense BK          | Vestlandshallen                                           |                                                           |
| 18:30 UTC+1 | 18:30 UTC+1      | Dylan Macallister 3′, 30′ | (2 – 0) | 83′ Chris Sørensen | Bergen Publik: 3 500 Domare: Stefan Johannesson (Sverige) | Bergen Publik: 3 500 Domare: Stefan Johannesson (Sverige) |
| 18:30 UTC+1 | 18:30 UTC+1      |                           |         |                    | Bergen Publik: 3 500 Domare: Stefan Johannesson (Sverige) | Bergen Publik: 3 500 Domare: Stefan Johannesson (Sverige) |
| 18:30 UTC+1 | 18:30 UTC+1      |                           |         |                    | Bergen Publik: 3 500 Domare: Stefan Johannesson (Sverige) | Bergen Publik: 3 500 Domare: Stefan Johannesson (Sverige) |

|             | 19 februari 2005 | Malmö FF             | 1 – 0   | Halmstads BK | Malmö Stadion                                         |                                                       |
| 13:30 UTC+1 | 13:30 UTC+1      | Markus Rosenberg 49′ | (0 – 0) |              | Malmö Publik: 3 086 Domare: Svein Oddvar Moen (Norge) | Malmö Publik: 3 086 Domare: Svein Oddvar Moen (Norge) |
| 13:30 UTC+1 | 13:30 UTC+1      |                      |         |              | Malmö Publik: 3 086 Domare: Svein Oddvar Moen (Norge) | Malmö Publik: 3 086 Domare: Svein Oddvar Moen (Norge) |
| 13:30 UTC+1 | 13:30 UTC+1      |                      |         |              | Malmö Publik: 3 086 Domare: Svein Oddvar Moen (Norge) | Malmö Publik: 3 086 Domare: Svein Oddvar Moen (Norge) |

|             | 24 februari 2005 | Halmstads BK | 0 – 0 | SK Brann | Nya Ullevi                                             |                                                        |
| 20:35 UTC+1 | 20:35 UTC+1      |              |       |          | Göteborg Publik: 272 Domare: Claus Bo Larsen (Danmark) | Göteborg Publik: 272 Domare: Claus Bo Larsen (Danmark) |
| 20:35 UTC+1 | 20:35 UTC+1      |              |       |          | Göteborg Publik: 272 Domare: Claus Bo Larsen (Danmark) | Göteborg Publik: 272 Domare: Claus Bo Larsen (Danmark) |
| 20:35 UTC+1 | 20:35 UTC+1      |              |       |          | Göteborg Publik: 272 Domare: Claus Bo Larsen (Danmark) | Göteborg Publik: 272 Domare: Claus Bo Larsen (Danmark) |

|             | 24 februari 2005 | Odense BK        | 1 – 2   | Malmö FF                                    | Odense Stadion                                   |                                                  |
| 20:35 UTC+1 | 20:35 UTC+1      | Martin Borre 88′ | (0 – 1) | 4′ (str.) Niklas Skoog 73′ Markus Rosenberg | Odense Publik: 1 727 Domare: Terje Hauge (Norge) | Odense Publik: 1 727 Domare: Terje Hauge (Norge) |
| 20:35 UTC+1 | 20:35 UTC+1      |                  |         |                                             | Odense Publik: 1 727 Domare: Terje Hauge (Norge) | Odense Publik: 1 727 Domare: Terje Hauge (Norge) |
| 20:35 UTC+1 | 20:35 UTC+1      |                  |         |                                             | Odense Publik: 1 727 Domare: Terje Hauge (Norge) | Odense Publik: 1 727 Domare: Terje Hauge (Norge) |

## Anmärkningslista
1. ↑  Matchen slutade egentligen 2–2, men Tromsø använde sig av en spelare som inte hade spelarrättigheter. FC Köpenhamn tilldelades en 3–0-seger.
2. ↑  Matchen slutade egentligen 2–4, men Tromsø använde sig av en spelare som inte hade spelarrättigheter. Brøndby tilldelades en 3– 0-seger.